# Alain Dister
Pour l’article homonyme, voir Christophe Dister.
Alain Dister, né à Lyon le 25 décembre 1941 et mort à Paris le 2 juillet 2008,, est un journaliste et photographe français, auteur de nombreux ouvrages concernant le rock.

## Biographie
Alain Dister, de son vrai nom Alain Sicard Desailly, naît à Lyon le 25 décembre 1941, fils de haut fonctionnaire. 
Il part pour la Californie en 1966, et s'installe dans le quartier de Haight-Ashbury, à San Francisco, où il vit en vendant ses dessins et ses peintures. Il participe à l'émergence de la communauté hippie et fréquente en particulier le collectif Family Dog, qui organise des concerts.  Un an durant, invité par Jerry Garcia et Bob Weir, il habite la maison du groupe Grateful Dead, « emblème du mouvement hippie ».
Rentré en France en 1969, il cofonde et travaille pour le magazine spécialisé Rock & Folk. Son ouvrage Oh, hippie days ! rend compte de l'Amérique de la fin des années 1960 (la libération sexuelle, les drogues, la musique psychédélique, etc.), qu'il a lui-même vécue, avec une touche Beat Generation à laquelle il consacrera un livre, La Beat Generation : la révolution hallucinée, en 1997 (éd. Gallimard).
Photographe, notamment connu pour ses photographies du monde du rock'n'roll et des États-Unis des années 1960, il expose ses œuvres dans divers musées et galeries à travers le monde. Son regard sur les attitudes, les esthétiques du rock, du punk et de divers courants non pris en compte à l'époque par la culture académique (notamment en France), fait de lui un témoin de la « contre-culture ».
Dans les années 1980 Alain Dister produit des émissions de radio pour France Culture, des films documentaires, en particulier pour l'émission télévisée Les Enfants du rock. Il a été critique d'art pour la revue Connaissance des arts.
En 2007 Dister lègue sa bibliothèque personnelle à la bibliothèque Robert-Desnos de Montreuil en Seine-Saint-Denis.
Il vit et travaille à Paris, puis, de 2000 jusqu'à son décès, en Bourgogne, à Ménétreux-sous-Pisy.

## Expositions
- 1973 : Séquences et Conséquences, musée d'art moderne, Paris, France
- 1983 : La Ville en ses jardins, CNAC G. Pompidou, Paris, France
- 1986 : Soirée Des stars sur la passerelle et Rock et photo, Rencontres d'Arles.
- 1990 : Visions of the Road, Palais des Beaux Arts, Charleroi, Belgique
- 1991 : Franco Fontana Collezione, Museo d'Arte Moderna, Modène, Italie
- 1994 : La Jeune Fille dans la ville, Galerie du Jour/Agnès B, Paris, France
- 1997 : Rock'n'Roll Attitudes, Espace Photographique de la Ville, Paris, France
- 1998 : Macadam Blues, FNAC Étoile, Paris, France
- 1999 : Agnès b gallery Shibuya, Tokyo, Japon
- 1999 : AND's gallery, Osaka, Japon
- 2000 : Gracie Mansion Gallery, New York, États-Unis
- 2007 : FNAC Forum et FNAC Montparnasse
- 2010 : Les Rencontres d'Arles, France.
- 2013 : Portraits de rock, Aulnay-sous-Bois, France

## Ouvrages
- Jimi Hendrix : Rock Genius (1972, collection 'Histoire du Rock' no 1)
- Les Beatles (1972, republié en 2004)
- Le Rock anglais (Albin Michel/Rock & Folk, 1973)
- Frank Zappa et les mothers of invention (1975)
- Le Livre du Pink Floyd (1978)
- Led Zeppelin : une illustration du Heavy Métal (1980)
- It's only rock'n'roll (1989)
- The Cure (1989)
- L'Âge du rock, coll. « Découvertes Gallimard / Arts » (no 160), Paris : Gallimard (1992)
- D'où viens-tu Johnny ? (1993)
- Vivre vite : Chroniques de la course automobile, coll. « Découvertes Gallimard / Culture et société » (no 267), Paris : Gallimard (1995)
- Cultures rock (1996)
- La Beat Generation : La révolution hallucinée, coll. « Découvertes Gallimard / Littératures » (no 334), Paris : Gallimard (1997),  (ISBN 978-2-0705-3420-3)
- Ezy rider : en voyage avec Jimi Hendrix (1998)
- Grateful Dead : une légende californienne (2004, republié en poche 2007)
- Minimum Rock'n'Roll, no 2 : Bagnoles, Dragsters, Autoroutes de l'enfer (2005)
- Oh, hippie days ! Carnets américains 1966-1969 (2001, republié en 2006 ;  (ISBN 978-2-2135-9883-3 et 978-2-2903-4722-5))
- Couleurs sixties (2006)
- Punk rockers ! (2006)
- Rock critic, Le Castor astral (2007)

Il est aussi le scénariste (et protagoniste) d'une bande dessinée consacrée au rock, Pop et Rock et Colégram (1978), qu'il a créée avec les dessinateurs Gotlib et Solé.